# Hans Dresig
Hans Dresig (Halle an der Saale, 31 de janeiro de 1937 – 25 de abril de 2018) foi um engenheiro mecânico alemão.
Após frequentar a Arbeiter-und-Bauern-Fakultät em Halle an der Saale Hans Dresig estudou de 1954 a 1960 na Universidade Técnica de Dresden, onde obteve um doutorado em 1965 com a tese Ermittlung dynamischer Belastungen an Wippdrehkranen. Trabalhou depois como diretor de pesquisa e desenvolvimento na Kirow Ardelt GmbH. A partir de 1969 foi docente da cátedra de dinâmica das máquinas na Universidade Técnica de Chemnitz. Em 1971 obteve a habilitação com a obra Beitrag zur Optimierung der Bewegungsabläufe in der Maschinendynamik. Em 1978 foi chamado como professor de mecânica técnica e diretor da cátedra de Dinâmica das Máquinas/Vibrações.
De 2009 a 2013 foi professor visitante na Faculdade de Engenharia da Nanjing Agricultural University na China.
Publicou em co-autoria com Franz Holzweißig a obra Maschinendynamik.

## Publicações selecionadas
- Dresig, H., Holzweißig, F.: Đông lục học máy, Verlag Nhà Xuât Ban Khoa Học Và Kỹ Thuât, Hanoi, Vietnam, 2001.
- Dresig, H., Holzweißig, F.: Dynamics of Machinery: Theory and Applications, Springer Verlag, Berlin und Heidelberg, 2010, ISBN 978-3540899396.
- Dresig, H., Holzweißig, F.:  机器动力学(附光盘)(光盘1张) (Maschinendynamik), Science Press, Beijing, 2012, ISBN 978-7030327437.
- Dresig, H,; Vul'fson, I.I.: Dynamik der Mechanismen, Springer-Verlag, Wien, New York, 2013 (reprint), ISBN 978-3709190364 (Volltext[ligação inativa]).
- Dresig, H., Holzweißig, F.: Maschinendynamik, Springer Verlag, Berlin, Heidelberg, 11. Auflage, 2013, ISBN 978-3642295706.
- Dresig, H., Fidlin, A.: Schwingungen mechanischer Antriebssysteme: Modellbildung, Berechnung, Analyse, Synthese, Springer Vieweg; 3. Auflage, 2014, ISBN 978-3642241161.
- Beitelschmidt, M.; Dresig, H.: Maschinendynamik - Aufgaben und Beispiele. Springer-Vieweg, 2015, ISBN 978-3-662-47235-4.